# Rana dybowskii
Rana dybowskii е вид земноводно от семейство Водни жаби (Ranidae).

## Разпространение
Видът е разпространен в Русия, Северна Корея, Южна Корея и Япония.